# ZooKeys
ZooKeys – recenzowane czasopismo naukowe publikujące prace naukowe z dziedziny zoologii na zasadach wolnej licencji. Wszystkie treści w czasopiśmie publikowane są na licencji Creative Commons w wersji 4.0 z uznaniem autorstwa (CC-BY-4.0). Na łamach „ZooKeys” zamieszczane są twórczość własna autorów, rewizje, monografie, listy i dyskusje, krótkie komunikaty oraz recenzje książek. Prace opisujące nowy gatunek są akceptowane tylko jeśli stanowią część większego projektu lub mają szczególne znaczenie naukowe. Najobszerniejsze publikacje, w tym monografie, otrzymują własny numer ISBN. Czasopismo ukazuje się zarówno w wersji drukowanej, jak i internetowej – obie są publikowane w tym samym czasie. „ZooKeys” kładzie nacisk na innowacyjność publikowania – często wydawane są numery specjalne poświęcone zastosowaniu nowych rozwiązań technicznych w publikowaniu prac o bioróżnorodności. Z „ZooKeys” współpracują m.in. Encyclopedia of Life oraz Wikispecies.
Impact factor „ZooKeys” za rok 2013 wynosi 0,917.